# Mikkelin Jukurit
Mikkelin Jukurit (w skrócie Jukurit) – fiński klub hokejowy z siedzibą w Mikkeli, występujący w rozgrywkach Liiga.

## Historia
We wrześniu 2015 klub został przyjęty do sezonu Liiga (2016/2017). Do 2016 zespół występował w drugoligowych rozgrywkach Mestis.
W lutym 2021 trenerem drużyny został ogłoszony Olli Jokinen.

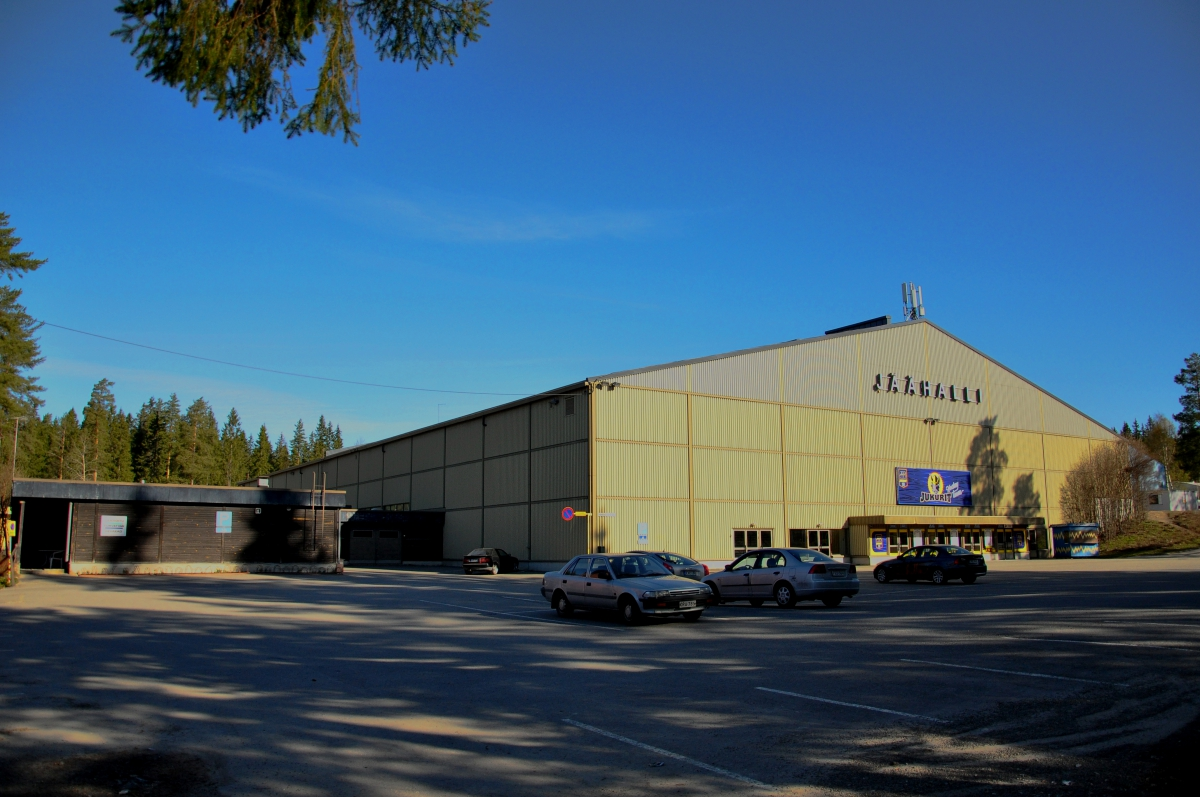
Lodowisko klubu

## Sukcesy
- Złoty medal Suomi-sarja: 2000
- Złoty medal Mestis: 2001, 2002, 2003, 2006, 2013, 2015, 2016
- Srebrny medal Mestis: 2004, 2007, 2011, 2014
- Brązowy medal Mestis: 2008

## Zawodnicy
Zastrzeżone numery
- 21 – Sami Lehmusmetsä
- 22 – Martti Salminen
- 24 – Lasse Kanerva